# 腹斑掌突蟾
腹斑掌突蟾（学名：Leptobrachella ventripunctata），一种分布于中国云南和老挝、越南、泰国等地区的两栖动物，隶属于角蟾科掌突蟾属。模式产地为中国云南勐腊县易武镇曼腊村委会朱石河村。

## 形态特征
腹斑掌突蟾雄蟾体长26～28毫米。身体背部皮肤较光滑，呈灰棕色或灰褐色，两眼间有深褐色三角形斑；腹面光滑，胸腹部具有明显的褐黑色斑。

## 保护
本种于2023年被收录入《有重要生态、科学、社会价值的陆生野生动物名录》。